# Príncipe de Wagram

Armas del primer Príncipe de Wagram.

Príncipe de Wagram (en francés: Prince de Wagram; /pʁɛ̃s də vaɡ.ʁam/) fue un título de la nobleza francesa que fue concedido al Mariscal Louis-Alexandre Berthier en 1809. Fue creado como título de victoria por el emperador Napoleón I después de la batalla de Wagram. A Berthier previamente se le había concedido el título de Príncipe Soberano de Neuchâtel en 1806.
Después de la muerte de Berthier en 1815, los siguientes herederos del título vivieron en el Castillo de Grosbois, una gran finca en Boissy-Saint-Léger, Val-de-Marne, al sureste de París. Como el 4º Príncipe de Wagram no estaba casado cuando murió en combate durante la I Guerra Mundial, el título quedó extinto en 1918.

## Poseedores del título
| Imagen | Nombre                                                          | Fecha de nacimiento      | Fecha de muerte       | Sucesión                                             |
| ------ | --------------------------------------------------------------- | ------------------------ | --------------------- | ---------------------------------------------------- |
|        | Louis-Alexandre Berthier, 1.º Príncipe de Wagram                | 20 de febrero de 1753    | 1 de junio de 1815    | Creado Príncipe de Wagram el 31 de diciembre de 1809 |
|        | Napoléon Alexandre Berthier, 2.º Príncipe de Wagram             | 10 de septiembre de 1810 | 10 de febrero de 1887 | Hijo del 1.º Príncipe de Wagram                      |
|        | Louis Philippe Marie Alexandre Berthier, 3.º Príncipe de Wagram | 24 de marzo de 1836      | 15 de julio de 1911   | Hijo del 2.º Príncipe de Wagram                      |
|        | Alexandre Louis Philippe Marie Berthier, 4.º Príncipe de Wagram | 20 de julio de 1883      | 30 de mayo de 1918    | Hijo del 3.º Príncipe de Wagram                      |